# Schneider (Fisch)
Der Schneider (Alburnoides bipunctatus), auch Alandblecke oder Breitblecke, ist ein Schwarmfisch aus der Familie der Weißfische (Leuciscidae), der in Europa und Westasien vorkommt.

## Verbreitung
Sein Verbreitungsgebiet reicht vom Einzugsbereich der Loire in Frankreich über fast alle Flusssysteme, die in Nord- und Ostsee münden bis zum Oberlauf der Wolga in Russland. Im Mittelmeergebiet lebt die Bärblingsart nur in der Rhône und einigen kleineren Küstenflüssen von der französischen Provence bis nach Genua. Zahlreiche weitere Populationen, die im westlichen Griechenland und südlichen Albanien, in Anatolien, dem nördlichen Iran und weiter östlich vorkommen, werden inzwischen als eigenständige Alburnoides-Arten angesehen.

## Merkmale
Der Schneider erreicht eine Maximallänge von 18,5 cm und ein Maximalgewicht von 30 g, für gewöhnlich werden die Fische aber nur 9 bis 10 cm lang. Er ist schlank. Das Maul ist endständig und die Maulspalte ist so lang wie der Durchmesser der Augen oder etwas kürzer.
- Flossenformel: Dorsale iii/7–8; Anale iii/12–17½, Caudale 19.[1]
- Wirbel: 38–40.

## Lebensraum und Lebensweise
Der Schneider kommt vor allem in sauerstoffreichen, schnell fließenden Flüssen und Bächen vor und hält sich dort im offenen Wasser auf. Man findet ihn jedoch auch in Flüssen mit geringer Strömung. Er ernährt sich von Plankton, kleinen Krebstieren, Insektenlarven, toten Insekten, die auf die Wasseroberfläche gefallen sind, und Kieselalgen. Die Eiablage erfolgt in kleinen Gruppen über kiesigem Grund in stark strömenden Wasser.
Der Schneider ist in einigen deutschen Bundesländern wegen seiner Seltenheit ganzjährig geschützt. Er wurde 1986 zum Fisch des Jahres ernannt.